# Hall of Clestrain

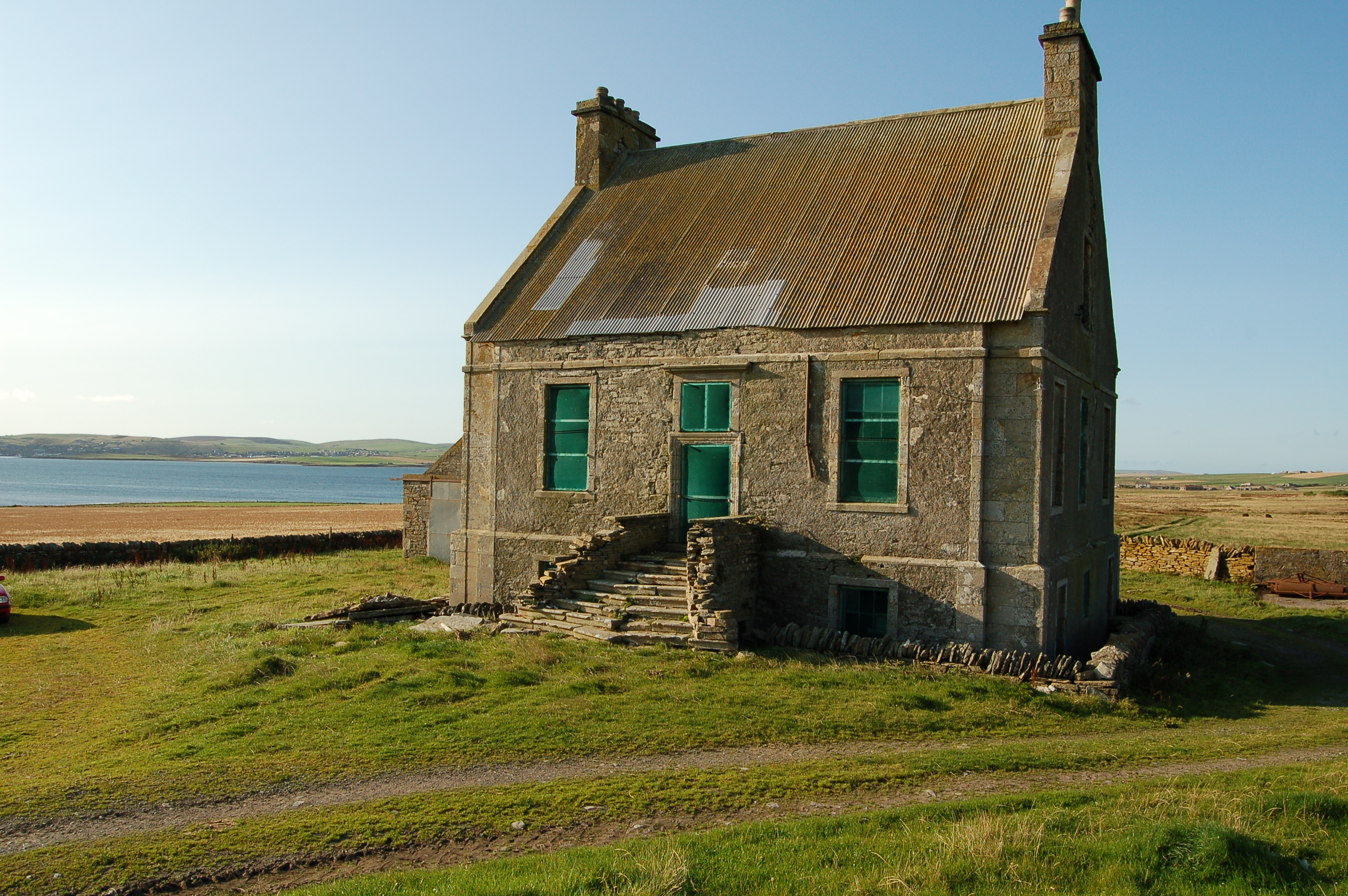
Hall of Clestrain

Hall of Clestrain ist ein Wohngebäude auf der schottischen Orkneyinsel Mainland. 1971 wurde das Bauwerk in die schottischen Denkmallisten in der höchsten Kategorie A aufgenommen.

## Geschichte
Am Standort von Hall of Clestrain existierte ein Vorgängergebäude, das 1725 von dem Piraten John Gow geplündert wurde. Das heutige Gebäude wurde im Jahre 1769 von Patrick Honeyman of Graemsay erbaut. Die folgende Generation der Familie zog nach Zentralschottland und hinterließ auf Hall of Clestrain nur John Rae senior als Stellvertreter. Als vierter Sohn wurde dort 1813 der Polarforscher John Rae geboren. Das Gebäude war bis 1952 bewohnt, als ein Sturm das Dach beschädigte.
Der Zustand des Gebäudes verschlechterte sich, was auch auf die Nutzung als Viehstall in der zweiten Hälfte des 20. Jahrhunderts zurückzuführen ist. 1990 wurde Hall of Clestrain in das Register gefährdeter denkmalgeschützter Bauwerke in Schottland aufgenommen. 2004 wurde das Gebäude in der BBC-Serie Restoration vorgestellt, gewann daraus jedoch keine Gelder zur Restaurierung. Im selben Jahr gründete sich eine Initiative zur Rettung der Hall of Clestrain. Bisher konnten jedoch keine ausreichenden finanziellen Mittel akquiriert werden. Um das Eindringen von Tieren und Wasser zu unterbinden, wurden jedoch die Gebäudeöffnungen verschlossen und das Dach provisorisch repariert. Der Zustand wird als schlecht eingestuft bei hoher Gefährdung.

## Beschreibung
Hall of Clestrain steht isoliert nahe der Südwestküste von Mainland abseits der A964. Das 1,5-stöckige, längliche Gebäude weist Merkmale der Georgianischen Architektur auf. Die mittig in die südexponierte Hauptfassade eingelassene Eingangstüre ist über eine auffächernde Vortreppe zugänglich. Sie schließt mit einem Kämpferfenster und ist schlicht bekrönt. Zwei Sprossenfenster flankieren sie symmetrisch. Entlang beider Giebelfassaden sind mehrere Fenster eingelassen. Rückwärtig grenzt ein einstöckiger Anbau an. Die Fassaden der Hall of Clestrain sind mit Harl verputzt. Das steile Satteldach ist mit Asbestplatten eingedeckt. Es ist mit giebelständigen Schornsteinen ausgeführt.